# Microplanus
Microplanus Millidge, 1991 è un genere di ragni appartenente alla famiglia Linyphiidae.

## Distribuzione
Le due specie oggi attribuite a questo genere sono state rinvenute in America meridionale (M. mollis è un endemismo della Colombia), e in America centrale (M. odin) è un endemismo di Panama.

## Tassonomia
A dicembre 2011, si compone di due specie:
- Microplanus mollis Millidge, 1991[3] — Colombia
- Microplanus odin Miller, 2007 — Panama